# Шламим
Шламим (ивр. שְׁלָמִים‎), мирная жертва — в иудаизме один из пяти видов жертвоприношений. Шламим приносится, когда человек хочет и пред Богом, и перед людьми выразить удовлетворение своей жизнью, если у него радостно на душе или с ним произошло что-то особенно хорошее, это добровольная жертва.
Шламим, за исключением грудинки и верхней части правой задней ноги, отдаваемых коханим, можно есть принесшему жертву.
Особым видом жертвоприношения, относящееся к шламим, является хагига. Оно приносится 14-го нисана, перед песахом, и во многих случаях называется «хагига четырнадцатого нисана», то есть «праздничная жертва четырнадцатого нисана», или просто хагига. Согласно предписаниям Торы для жертвоприношения хагига приносится только крупный рогатый скот, в отличие от жертвоприношения для песаха, когда преподносится исключительно мелкий рогатый скот. Хагига имеет не самостоятельное, а вспомогательное значение. Цель этого жертвоприношения — обеспечить, чтобы мясо песаха ели уже на сытый желудок.